# 漢密爾頓冰川 (愛德華七世地)
漢密爾頓冰川（英語：Hamilton Glacier），是南極洲的冰川，位於瑪麗伯德地的愛德華七世地，處於科貝克角以南，全長9公里，現時由南極條約體系管理。